# Слава герою-победителю
«Слава герою-победителю» (англ. Hail the Conquering Hero) — американская комедийная драма 1944 года, снятая режиссёром Престоном Стёрджесом.
В 2015 году внесён в Национальный реестр фильмов библиотекой Конгресса.

## Сюжет
Вудро Лафайет Першинг Трусмит родился в небольшом калифорнийском городке, отец которого служил в морской пехоте армии США и героически погиб в годы Первой мировой войны. Вудро, решивший пойти по стопам, попадает служить в корпус морской пехоты, но по прошествии месяца его увольняют со службы по причине хронической сенной лихорадки. Вудро не хочет возвращаться на родину неудачником и вынужден обманывать свою мать, что сражается на войне, а сам тайно устраивается работать на верфи в порту Сан-Диего. В баре он знакомится с группой морских пехотинцев во главе с сержантом Хеффельфингером, вернувшихся с битвы за Гуадалканал. Вудро узнаёт о том, что сержант Хеффельфингер служил с его отцом в 6-м полку морской пехоты во время Первой мировой войны. Узнав историю Вудро, морские пехотинцы затевают авантюру. Одевают на Вудро военную форму с наградами и знаками отличия 1-й дивизии морской пехоты и вместе с ним едут на поезде в его родной город, предварительно оповестив его мать о возвращении сына. Вудро категорически против такого «спектакля» и всеми силами старается избежать обмана. Но полные решимости военные настойчиво убеждают его в обратном. 
Жители всего города собираются на перроне вокзала для торжественной встречи героя, вернувшегося с Тихоокеанского фронта. В порыве радости горожане просят Вудро составить конкуренцию на приближающихся выборах действующему мэру — Эверетту Дж. Ноублу, известному своим высокомерием и лицемерием. Всё усугубляется ещё тем, что Вудро написал своей девушке Либби о том, чтобы она не ждала его с войны. С тех пор Либби стала встречаться с сыном мэра — Форрестом Ноублом. Тем временем действующий мэр города проводит проверку в отношении Вудро, который в скором времени может быть разоблачён. Морские пехотинцы всё время сопровождают молодого человека и пресекают все его попытки рассказать правду. На предвыборном мероприятии, набравшись смелости, Вудро раскрывает обман и идёт домой собирать вещи, чтобы с позором уехать из города. Либби, тронутая поступком бывшего жениха, разрывает помолвку с сыном мэра и собирается уезжать вместе с Вудро. Благодаря пламенной речи сержанта Хеффельфингера, восхвалившего поступок молодого человека, горожане понимают, что Вудро обладает всеми качествами, которыми должен обладать человек на посту мэра города.

## В ролях
- Эдди Брекен — Вудро Лафайет Першинг Трусмит
- Элла Рейнс — Либби
- Реймонд Уолбёрн — мэр Эверетт Дж. Ноубл
- Уильям Демарест — сержант Хеффельфингер
- Франклин Пэнгборн — председатель приёмной комиссии
- Элизабет Паттерсон — тётя Либби
- Джорджия Кейн — миссис Трусмит
- Эл Бридж — политический босс
- Фредди Стил — Багси
- Билл Эдвардс — Форрест Ноубл
- Гарри Хейден — Док Бисселл
- Джимми Конлин — судья Деннис
- Джимми Данди — сержант Кандида

В титрах не указаны
- Честер Конклин — человек из Western Union
- Бесс Флауэрс — женщина на железнодорожном вокзале
- Джули Гибсон — певица
- Милдред Харрис — жена полковника морской пехоты
- Эстер Говард — миссис Эверетт Дж. Ноубл
- Джордж Мелфорт — шериф
- Торбен Мейер[англ.] — мистер Шульц
- Дьюи Робинсон — кондуктор в поезде
- Роберт Уорик — полковник морской пехоты

## Съёмочная группа
- Режиссёр: Престон Стёрджес
- Продюсеры: Престон Стёрджес (нет в титрах), Бадди ДеСилва (нет в титрах)
- Сценарист: Престон Стёрджес
- Оператор: Джон Ф. Зейтц
- Композитор: Вернер Хейманн

## Награды и номинации
- New York Film Critics Circle — номинации (1944)
- Национальный совет кинокритиков США — награды (1944)
- Оскар — номинация (1945)
- Национальный совет по сохранению фильмов[англ.] — награда (2015)[4]